# よ

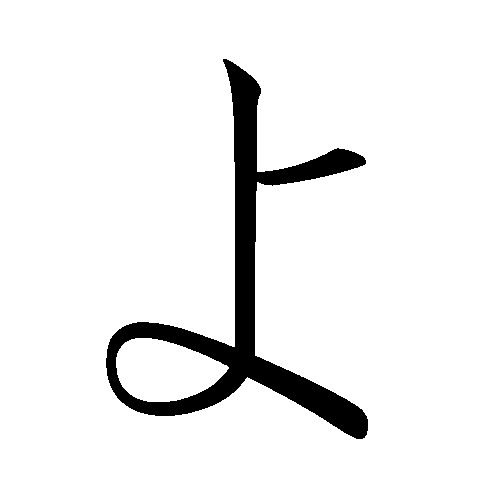
平假名よ

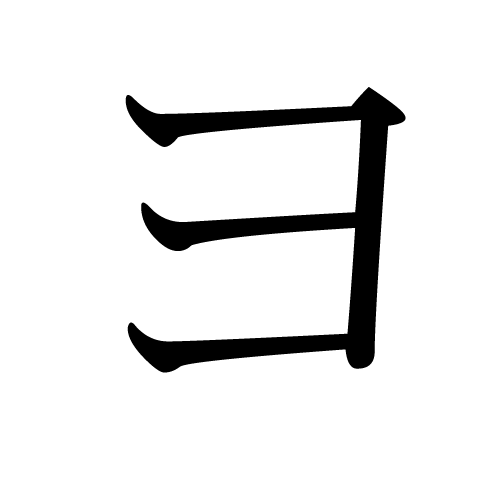
片假名ヨ

平假名よ和片假名ヨ是日语的假名之一，由一个音节组成。在日语五十音图中排第8行第5个（や行お段）的位置。

## 筆劃順序

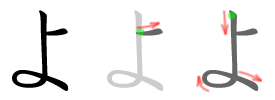
平假名よ的筆劃順序

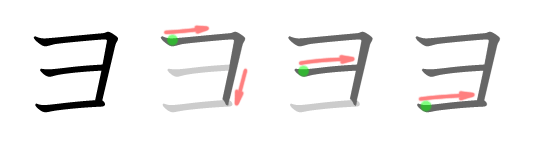
片假名ヨ的筆劃順序

## 關於よ和ヨ
| 現代日語發音     | 由1個子音和1個母音形成／jo̞／音        |
| 五十音顺序       | 第38位                                |
| 伊吕波顺序       | 第15位，「か」之后、「た」之前        |
| 平假名「よ」字源 | 「」字的草書。                        |
| 片假名「ヨ」字源 | 「」字的右半部。                      |
| 日语罗马字       | ：平文式罗马字：yo ：训令式罗马字：yo |
| 点字：           | \| —● ●－ \|                          |
| 通话表           | 「吉野のヨ」                          |
| 摩尔斯电码       | ——                                    |
| —● ●－           |                                       |